# Ca n'Aurell
Ca n'Aurell (tradicionalment ortografiat Can Aurell) és un barri de Terrassa que ocupa la meitat oriental del districte 4 o de Ponent, situat al marge dret de l'antic llit de la riera del Palau, actualment la Rambla d'Ègara. Té una superfície de 0,96 km² i una població de 18.817 habitants el 2021, any en què era el segon barri més poblat de la ciutat després del del Centre. És també un dels més extensos de Terrassa, i està travessat de nord a sud pel torrent del Batlle (actuals carrers de Josep Trueta i Faraday), que abans del 1904 dividia els termes municipals de Terrassa i Sant Pere.
Està limitat al nord pel passeig Vint-i-dos de Juliol (l'antiga via del ferrocarril Barcelona-Manresa de la RENFE), al sud per la carretera de Martorell, a l'est per la Rambla d'Ègara i a l'oest per l'avinguda d'Àngel Sallent i el carrer Murillo, que el separen de la Maurina.
Té parròquia pròpia, a l'església de la Sagrada Família, que sobrepassa els límits del barri i inclou la Cogullada, una part de Can Boada i les urbanitzacions de Can Palet de Vista Alegre, les Martines, les Carbonelles i Can Gonteres. La part entre el carrer de Galileu i la Rambla depèn de la parròquia del Sant Esperit, que és la titular del centre antic de la ciutat. La festa major és el primer diumenge de juny.
Disposa d'un institut d'ensenyament secundari, l'IES Terrassa, a la part nord de la Rambla d'Ègara, i diversos centres escolars de primària. Al barri hi ha la seu de la Cambra de Comerç i Indústria de Terrassa.
A més a més, el barri disposa d'una de les entitats esportives més importants de la ciutat, l'SFERIC, fundat el 1932. El pavelló actual fou inaugurat el 1966 amb el XXXè Campionat d'Espanya de Bàsquet, que guanyà el Reial Madrid. Actualment té dues seccions, la de bàsquet i la d'hoquei sobre patins.

## Cultura popular
El barri compta amb un drac i un grup de diables propi, el drac Baluk Astharot i els Diables de Ca n'Aurell.
El mes d'Abril, des del 2011, al Parc de Sant Jordi s'hi celebra la trobada anual i mostra exhaustiva de Cultura Popular, organitzada per la Coordinadora de Grups de Cultura Popular i Tradicional Catalana de Terrassa.
El mes de maig se celebra la Festa de la Santa Creu i de l'Arbre de Maig amb la participació de diversos grups i elements de la Cultura Popular de la ciutat, com gegants, dracs, esbarts...
Davant la icona del Modernisme que és la Masia Freixa, l'any 2015, els Minyons de Terrassa van crear la Diada de la Nova Atenes que, ja en la seva primera edició, va esdevenir una exhibició castellera de les més importants de la història amb castells dels més difícils i espectaculars, els de la gamma extra, com el 3 de 10, el 5 de 9, el 2 de 9, el 4 de 9 amb el pilar, etc.

## Història

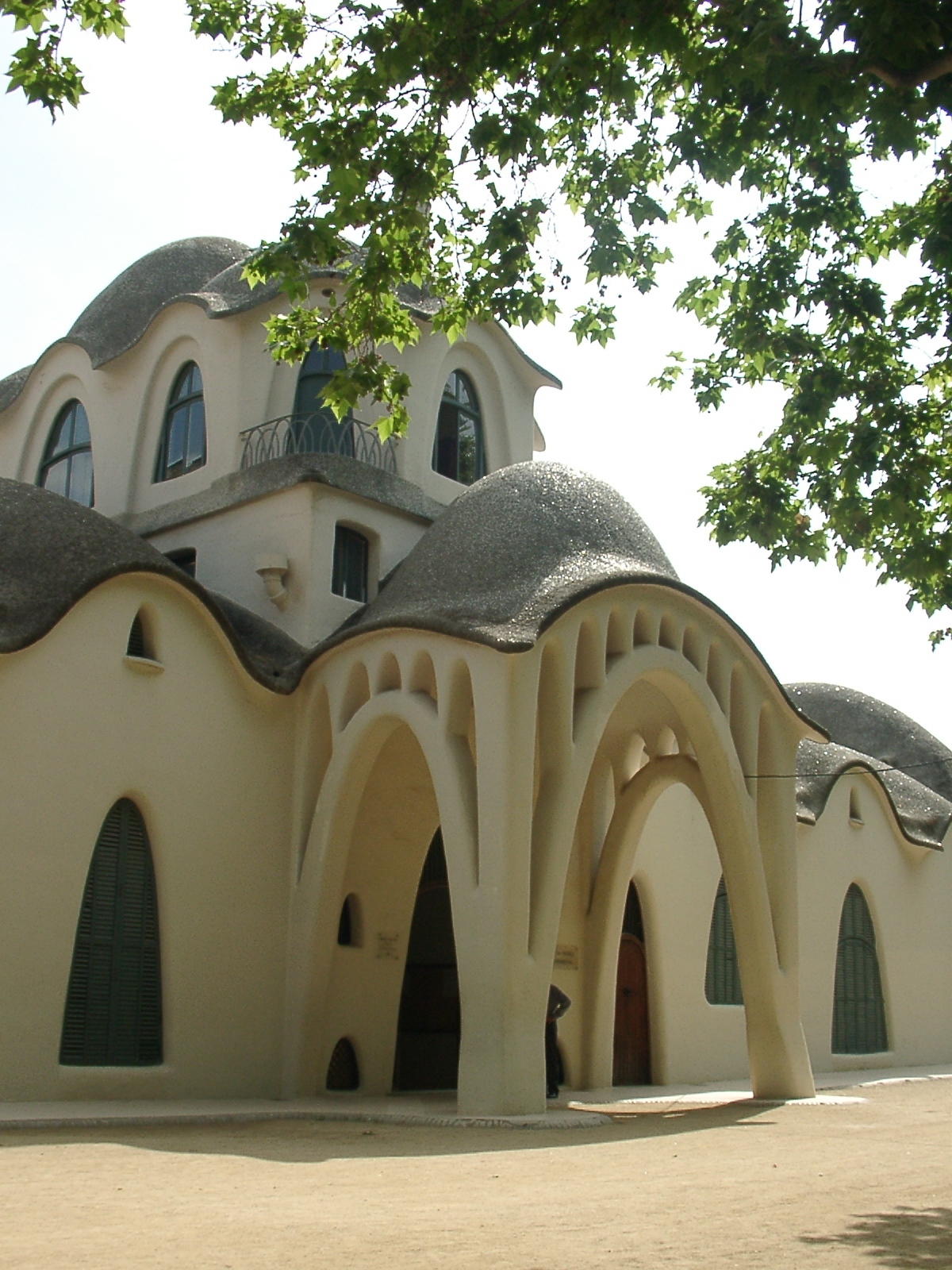
La Masia Freixa

Ca n'Aurell fou el primer eixample, pròpiament dit, de la ciutat. A mitjan segle xix Jaume Torrella va aixecar la primera casa a l'altra banda de la riera del Palau, sector que més endavant es va anar poblant d'immigrats de la Catalunya interior, aragonesos i valencians. Pel fet que les primeres cases eren les que tocaven a la riera (avui la Rambla, l'artèria principal de la ciutat), el barri fou conegut com el barri de la Riera del Palau. Les construccions de la primera meitat del segle xx es caracteritzaven per ser construïdes a l'estil anglès, és a dir, cases d'autoconstrucció, d'un sol pis, d'un pou mitger i hort al darrere amb façanes estretes i gran llargària. Aquesta fesomia, però canvià a partir dels anys cinquanta amb la construcció d'edificis de pisos, que no han parat de créixer fins ben entrat el segle XXI. Un dels fets destacables dels primers trenta anys del barri és la creació, el 1932, de la parròquia de la Sagrada Família, un dels elements que va donar consistència i cohesió al barri, que no tindria l'actual edifici per al culte fins a l'any 1951.
Tal com passa amb el barri de Can Palet, la masia que li dona nom, Ca n'Aurell, ja fa temps desapareguda, es trobava fora dels límits estrictes de la barriada, concretament més al sud, a la Cogullada, però se'n va dir així perquè la major part de les terres del barri pertanyien a aquest mas.

## Llocs d'interès
- La Masia Freixa, una de les joies del modernisme terrassenc, amb la seva estructura d'arcs i voltes d'inspiració gaudiniana, murs d'un blanc brillant i una alta torre, segons la reforma de Lluís Muncunill i Parellada del 1907-1914. Va albergar durant molts anys el Conservatori Municipal de Música. Està situada al parc de Sant Jordi, el pulmó verd del barri, format entorn dels antics jardins i el terreny adjacent a la masia.

- La font de la plaça del Progrés, que fou inaugurada el 1921, únic element que ha restat després de les diverses modificacions que ha patit la plaça fins avui dia.

- En el passat el barri tingué un altre edifici modernista, el Grup Escolar Torrella, de Josep Maria Coll i Bacardí, però que a causa dels efectes de la riuada de 1962, el 1968 l'ajuntament decidí enderrocar-lo, tot i que el seu estat era recuperable.